# Lliga Democràtica Etíop
La Lliga Democràtica Etíop o Etiòpica/Ethiopian Democratic League EDL, és un partit polític d'Etiòpia. El seu líder és Chekol Getahun.
El 2002 el partit All-Amhara People's Organization (AAPO) va canviar el seu nom a All Ethiopian Unity Party (AEUP) o Partit Unit Panetíop esdevenint d'ambit de tot l'estat etiòpic; sota la direcció d'Hailu Shawel el 2004 es va unir a la Ethiopian Democratic League (EDL), al Ethiopian Democratic Unity Party-Medhin (EDUP-M), i al Rainbow Ethiopia:Movement for Democracy and Social Justice i junts van formar la Coalició per la Unitat i la Democràcia (CUD) sota el lideratge de Shawel. La CUD va prendre part a les eleccions del 15 de maig del 2005 i va aconseguir 109 dels 527 escons, però després va denunciar frau i l'organització va optar per no participar en posteriors eleccions, no aconseguint per tant representants a les eleccions del 2010.